# Ulrich Bapoh
Ulrich Bapoh Luic (* 29. Juni 1999 in Edéa, Kamerun) ist ein deutsch-kamerunischer Fußballspieler. Er ist im Mittelfeld variabel einsetzbar und steht seit Januar 2025 bei Sportfreunde Lotte unter Vertrag. Bapoh ist mehrmaliger deutscher Nachwuchsnationalspieler.

## Karriere

### Verein
Bapoh, der als Dreijähriger mit seiner Mutter und seinem Bruder aus Kamerun nach Deutschland kam, begann bei Blau Weiß Grümerbaum im Bochumer Norden mit dem Fußballspielen. Als 10-Jähriger wurde er in das Nachwuchsleistungszentrum „Talentwerk“ des VfL Bochum aufgenommen und fortan fußballerisch ausgebildet. Die A-Jugend, mit der er das Achtelfinale des Juniorenvereinspokals 2016/17 erreichte, führte Bapoh zeitweise als Kapitän an.
Anfang 2017 erhielt Bapoh aufgrund seiner Leistungen einen bis Juni 2020 gültigen Profivertrag und bekam die vereinsinterne Werner-Altegoer-Medaille verliehen. Ab Januar 2018 stand der Offensivspieler unter dem damaligen Cheftrainer Gertjan Verbeek sporadisch im Kader der ersten Mannschaft, wurde jedoch nicht in der 2. Bundesliga, sondern nur in Testspielen eingesetzt. Um Spielpraxis zu erlangen, verbrachte er die Saison 2018/19 auf Leihbasis in der zweiten niederländischen Liga beim Eredivisieabsteiger FC Twente Enschede. Zum Wiederaufstieg am Saisonende als Meister konnte der Deutsche in zehn Spielen drei Treffer beisteuern.
Nach seiner Rückkehr stand Bapoh sowohl in der Liga als auch im ersten Pokalspiel nach Einwechslungen erstmals für den VfL auf dem Feld. Es folgten drei weitere Zweitligaspiele, in denen er ein Tor schießen und eines vorbereiten konnte. Im Oktober 2019 zog sich der Mittelfeldspieler einen Kreuzbandriss zu und fiel für den Rest der Saison, in der er mit dem VfL die Klasse halten konnte, aus. Sein zum Spielzeitende auslaufender Vertrag wurde nicht mehr verlängert.
Im Sommer 2020 wechselte Bapoh zum VfL Osnabrück und unterschrieb dort einen Vertrag bis 2022.
Am 6. Januar 2023 schloss sich Bapoh Alemannia Aachen in der Regionalliga West an.
Am 16. Januar 2025 wechselt Bapoh Ablösefrei von Alemannia Aachen zu Sportfreunde Lotte.

### Nationalmannschaft
Bapoh lief unter Trainer Meikel Schönweitz sechsmal für deutsche Juniorennationalmannschaften auf.

## Erfolge und Auszeichnungen
Alemannia Aachen
- Meister der Regionalliga West: 2024
- Mittelrheinpokal-Sieger: 2024

FC Twente Enschede
- Meister der Eerste Divisie und Aufstieg in die Eredivisie: 2019

Persönlich
- Werner-Altegoer-Medaille: 2017

## Privates
Sein Onkel ist Samuel Eto’o, der mehrfach die UEFA Champions League gewann und für Kamerun 118 Länderspiele absolvierte.